# Řícení
Řícení je typ gravitačního svahového pohybu, při němž dochází k náhlému a krátkodobému pohybu horninových hmot na strmých svazích. Horninová hmota při řícení dočasně ztratí kontakt s masivní horninou a zpravidla volným pádem se přesouvá do nižších poloh. V závislosti na podobě řícení se rozlišují jeho následující typy:
- sesypávání – přesun drobných úlomků hornin kutálením a válením
- opadávání úlomků – náhlý přesun úlomků hornin volným pádem, následně válením a posouváním
- odvalové řícení – náhlý přesun částí hornin volným pádem
- planární řícení – náhlý přesun celých skalních stěn, a to jak volným pádem, tak klouzáním